# Rečica ob Savinji
Rečica ob Savinji est une commune située dans la région de la Basse-Styrie au nord de la Slovénie. La commune a été créée en 2006 au départ d'une partie du territoire de la commune voisine de Mozirje.

## Villages
Les localités qui composent la commune sont Dol-Suha, Grušovlje, Homec, Nizka, Poljane, Rečica ob Savinji, Spodnja Rečica, Spodnje Pobrežje, Šentjanž, Trnovec, Varpolje in Zgornje Pobrežje.

## Démographie
Jusque 2006, la population de la commune était reprise dans les statistiques de la commune de Mozirje. Depuis le recensement de 2007, la population de la commune est stable, légèrement supérieure à 2 000 habitants,.
Évolution démographique
| 2007  | 2008  | 2009  | 2010  | 2011  | 2012  | 2013  | 2014  | 2015  |
| ----- | ----- | ----- | ----- | ----- | ----- | ----- | ----- | ----- |
| 2 322 | 2 330 | 2 287 | 2 310 | 2 290 | 2 295 | 2 306 | 2 338 | 2 350 |
| 2016  | 2017  | 2018  | 2019  | 2020  | 2021  |       |       |       |
| 2 328 | 2 308 | 2 267 | 2 314 | 2 322 | 2 355 |       |       |       |